# Qrio

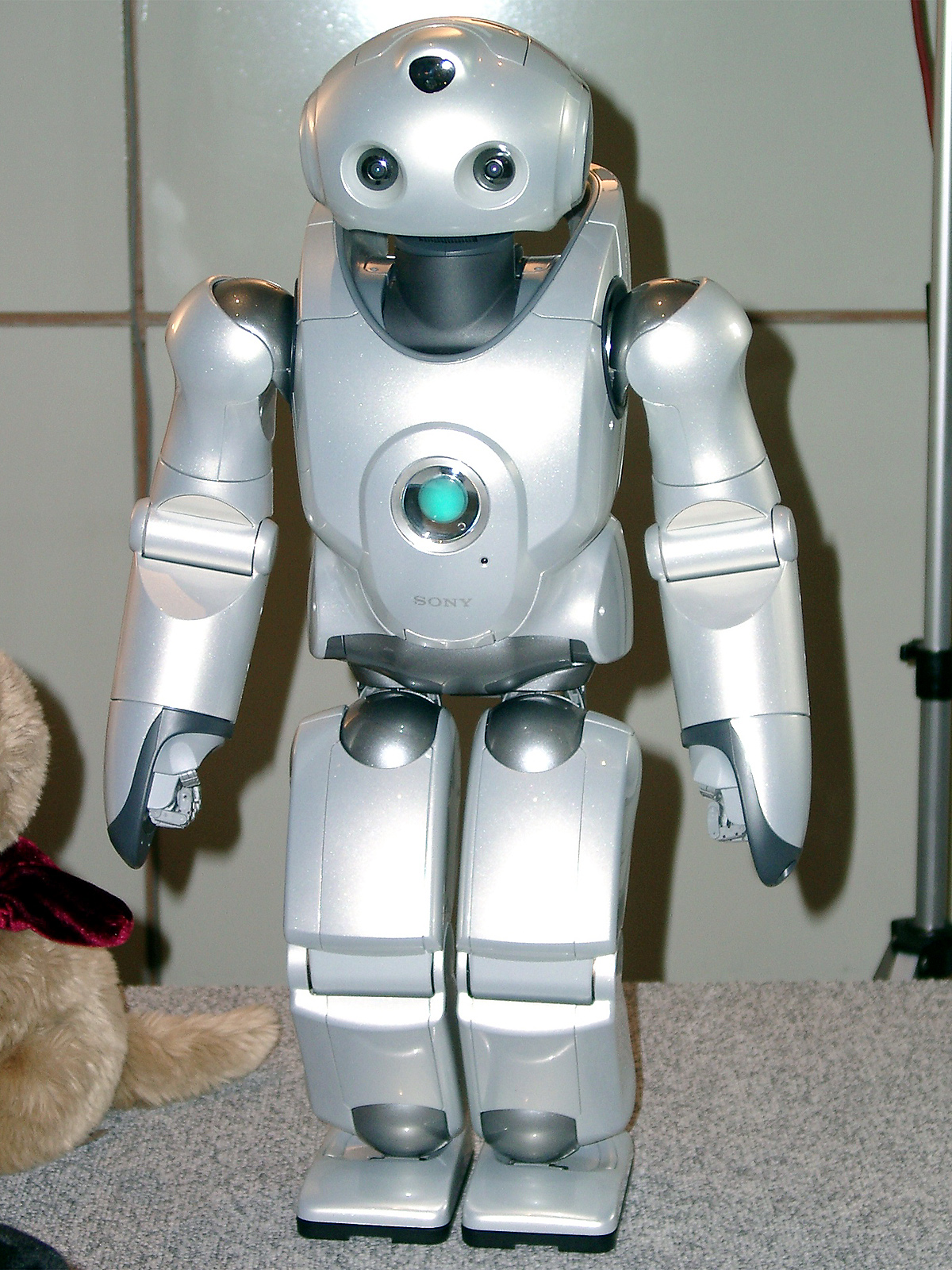
Qrio-Präsentation beim RoboCup 2004

Qrio („Quest for Curiosity“) war ein 58 Zentimeter großer und sieben Kilogramm schwerer, humanoider Roboter von Sony. Erstmals 2000 unter der Bezeichnung SDR-3X vorgestellt und 2002 durch den Nachfolger SDR-4X abgelöst, wurde er als weiterführendes „Experiment“ von Sonys Roboterhund Aibo (1999) angesehen.
QRIO war der erste humanoide Roboter, der in der Lage war zu rennen, also beide Füße gleichzeitig vom Boden bekam. Allerdings vermochte er dies im Vergleich zum Menschen nur eine sehr kurze Zeit (40 ms vs. ~1 s). Seine Spitzengeschwindigkeit beim Rennen betrug 13,72 Meter pro Minute (0,8 km/h). 
Zu QRIOs weiteren Talenten zählten auch Hüpfen, Treppensteigen, Fußballspielen, Geschichtenvorlesen, Singen, dazu Tanzen und vieles mehr. Er war in der Lage, Sprache und Gesichter in begrenztem Ausmaß zu erkennen, und besaß einen japanischen Wortschatz von circa 60.000 Wörtern, was ihn zu kleinen Konversationen befähigte.
Im Zuge der Einstellung von Aibo wurde 2006 seitens Sony auch der Stopp an der Weiterentwicklung von QRIO bekanntgegeben. Die für beide Projekte entwickelte Technologie solle aber in künftige, noch unangekündigte Projekte von Sony einfließen.